# Ajugoideae
Ajugoideae é uma subfamília botânica da família Lamiaceae constituida por três tribos:
- Tribo Ajugeae

Gêneros:Garrettia |Ajuga |Acrymia |Cymaria |Holocheila
- Tribo Monochileae

Gêneros: Aegiphila | Amasonia | Monochilus |Amethystea
- Tribo Teucrieae

Gêneros: Teucrium | Teucridium | Spartothamnella| Oncinocalyx